# Paida pulchra
Paida pulchra är en fjärilsart som beskrevs av Henry Trimen 1863. Paida pulchra ingår i släktet Paida och familjen nattflyn. Inga underarter finns listade i Catalogue of Life.